# استان نامور
استان نامور (به فرانسوی: Namur) [namyʁ] در منطقه فدرال والوون در کشور بلژیک واقع شده‌است.